# Восточный сельсовет (Тындинский район)
Восто́чный сельсове́т — упразднённое сельское поселение в Тындинском районе Амурской области.
Административный центр — посёлок Восточный.

## История
Восточный сельский Совет народных депутатов был образован в июле 1977 года по решению Амурского облисполкома от 04.04.1977 г № 116.
3 августа 2005 года в соответствии с Законом Амурской области № 32-ОЗ муниципальное образование наделено статусом сельского поселения.
Упразднено в январе 2021 года в связи с преобразованием муниципального района в муниципальный округ.

## Население
| 2002  | 2010  | 2011  | 2012  | 2013  | 2014  | 2015  |
| ----- | ----- | ----- | ----- | ----- | ----- | ----- |
| 1583  | ↘1483 | ↘1473 | ↘1424 | ↘1339 | ↘1294 | ↘1293 |
| 2016  | 2017  | 2018  |       |       |       |       |
| ↘1275 | ↘1239 | ↘1191 |       |       |       |       |

## Состав сельского поселения
| № | Населённый пункт | Тип населённого пункта          | Население |
| - | ---------------- | ------------------------------- | --------- |
| 1 | Восточный        | посёлок, административный центр | ↗1225     |